# Giovan Francesco Pugliese
Pour les articles homonymes, voir Pugliese.
Giovan Francesco Pugliese (27 décembre 1789, Cirò - 11 janvier 1855, Cirò) est un économiste, historien et juriste italien. Il est un des principaux représentants de la classe intellectuelle du royaume des Deux-Siciles et a rédigé de nombreuses chroniques juridiques mais également relatant de la vie traditionnelle calabraise et de divers témoignages basés sur la tradition populaire (c'est notamment grâce à l'un d'eux que seront retrouvés, en 1924 par l'archéologue Paolo Orsi, les vestiges de la cité gréco-romaine de Krimisa).

## Biographie
Giovan Francesco Pugliese naît le 27 décembre 1789 à Cirò, un village en Calabre, de Gaetano Pugliese, un médecin, et de Laura Vergi.
À l'âge de 19 ans, il part habiter à Naples, alors capitale du royaume, pour continuer ses études et il obtient un diplôme en jurisprudence. Il retourne ensuite dans son village où il épouse Lucrezia Mauro (une tante du député et patriote Domenico Mauro) avec qui il a un fils : Emilio Pugliese, futur patriote et poète.
En 1826, il publie à Naples Compendio delle attribuzioni dei Giudicati Regj, un cours manuel autour du thème du travail d'un point de vue juridique. Il commence alors à se faire un nom comme un juriste d'importance et le 18 octobre 1826, il est invité par le roi Ferdinand II des Deux-Siciles à devenir membre de la Société Économique de la Calabre ultérieure. En 1841, il devient également membre de l'Académie scientifique et littéraire La Colombaria, basée en Toscane à Florence.
En 1849, il publie en deux volumes une longue étude historique sur la ville de Cirò : Descrizione ed istorica narrazione dell'origine e vicende politico-economiche di Cirò in provincia di Calabria ultra, qui se révèle un succès littéraire ayant un grand nombre de ventes aussi bien en Calabre que dans la région des Marches, plus au nord, et dans les États pontificaux.
Il occupe une place d'importance au sein de la classe intellectuelle du royaume des Deux-Siciles en tant qu'expert en jurisprudence, en philologie, en philosophie et en droit féodal ainsi qu'en agronomie.
Dans les années 1850, il devient suppléant au procureur du roi (charge alors très honorifique) puis intègre, en 1852, la très prestigieuse Académie d'Arcadie. Il meurt finalement le 11 janvier 1855 à Cirò.

## Sources et bibliographie
- Nicola Falcone, Giovan Francesco Pugliese, Tipografia del Poliorama, Naples, 1846.
- Luigi Aliquò Lenzi et Filippo Aliquò Taverriti, Gli scrittori calabresi, dizionario bio-bibliografico, vol. III, pp. 124–125, Corriere di Reggio, Reggio Calabria, 1955.
- Giulio Aromolo, Notizie sulle incursioni barbaresche nel territorio di Cirò, pp. 771–772, Fiorentino Editore, Naples, 1964.
- Gustavo Valente, Dizionario dei luoghi di Calabria, vol. I, p. 302, Frama Sud, Chiaravalle Centrale, 1973.